# Church of the Holy Rude

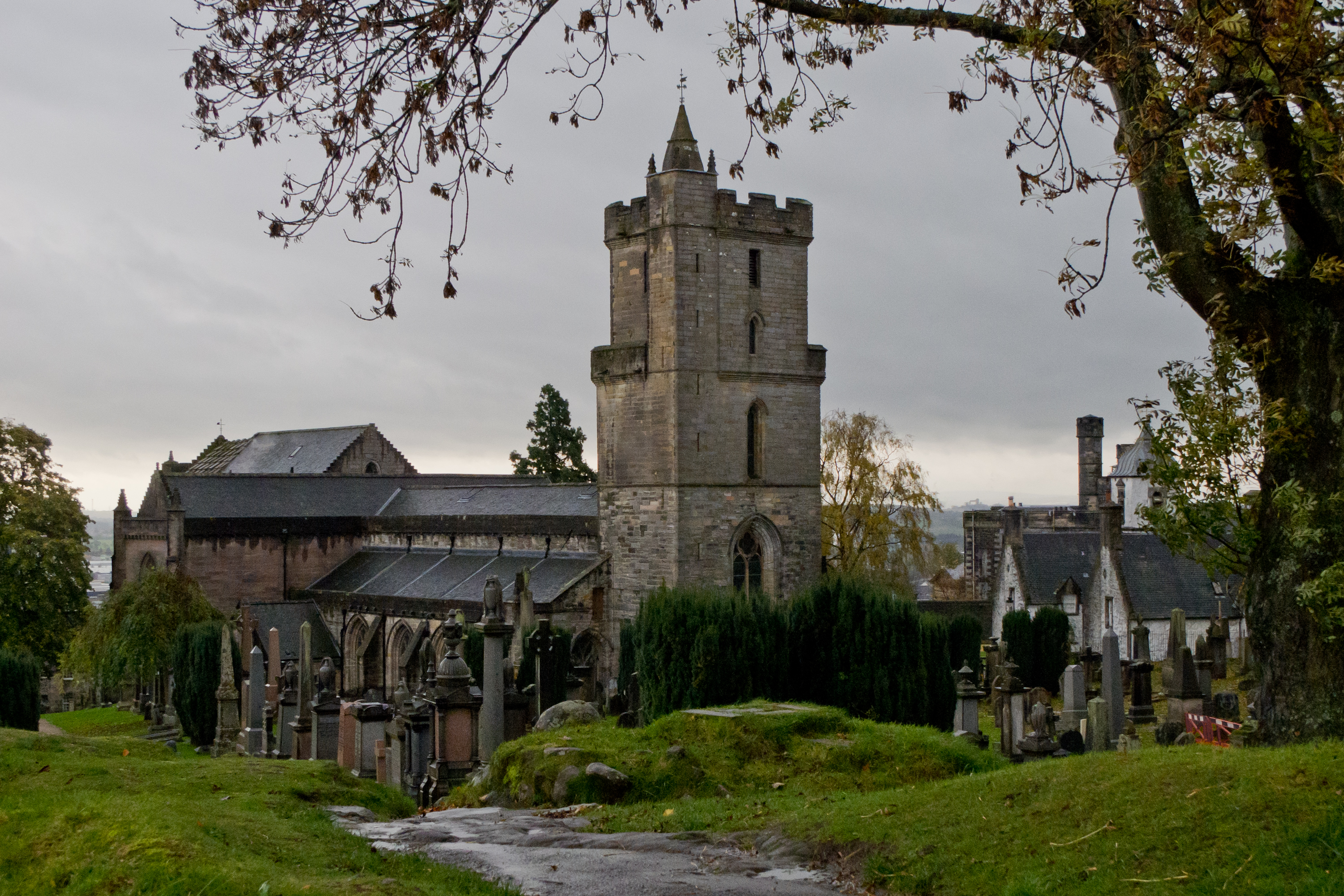
Church Of The Holy Rude

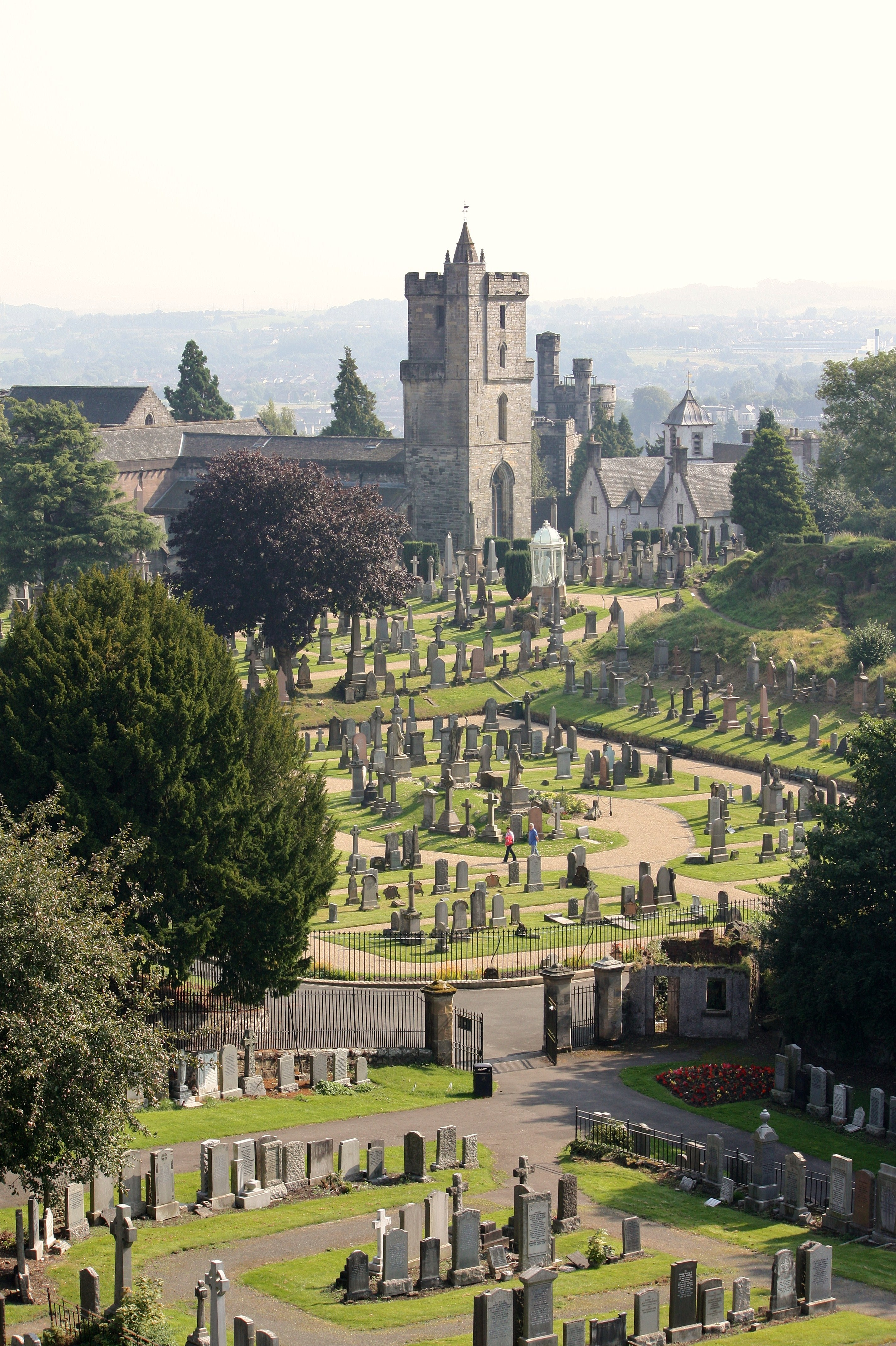
Panorama mit beiden Friedhofsabschnitten

Die Church of The Holy Rude, auch Church of The Holy Rood, ist ein Kirchengebäude der presbyterianischen Church of Scotland in der schottischen Stadt Stirling in der gleichnamigen Council Area. 1965 wurde das Bauwerk in die schottischen Denkmallisten in der höchsten Denkmalkategorie A aufgenommen. Zugehörig sind der umgebende Friedhof sowie der ehemalige Stadtfriedhof, die beide separat als Kategorie-A-Bauwerke klassifiziert sind.

## Geschichte
Es war König David I., der im 12. Jahrhundert den Kirchenbau initiierte und das Gebäude der Dunfermline Abbey unterstellte. Von einem verheerenden Stadtbrand im Jahre 1405 war auch die Holy Rude Church betroffen. 1414 war der Wiederaufbau abgeschlossen. Mit dem Fall des Hauses Douglas kam es in Stirling zu Verwüstungen, wobei möglicherweise auch die Kirche in nicht bekanntem Ausmaße beschädigt wurde. König Jakob II. veranlasste 1456 den Bau einer neuen Kirche am selben Standort. Archäologische Untersuchungen legen nahe, dass die ältesten Elemente des heutigen Gebäudes aus dieser Zeit stammen. In den 1470er Jahren war der Bau zunächst abgeschlossen. Von mehreren Anbauten aus dieser Zeit ist heute nur noch der vor 1483 errichtete St Andrew’s Aisle erhalten.
Die zweite Bauphase begann im Jahre 1507. Geplant war der Bau eines Querhauses, eines Chors und eines Vierungsturms, woraus eine Kreuzbasilika resultieren würde. Die Arbeiten gediehen nur schleppend. Mit der Reformation wurden sie 1546 schließlich unvollendet eingestellt. Nach einem Disput im Laufe des 17. Jahrhunderts spaltete sich die Kirchengemeinde und die Church of the Holy Rude beherbergte fortan zwei Gemeinden. Um 1818 wurde das Gebäude umfassend überarbeitet und teils erweitert, worunter der ursprüngliche Charakter stark litt. Ausführender Architekt war James Gillespie Graham. Weitere Arbeiten wurde 1869 durchgeführt. In zwei Phasen zwischen 1911 und 1914 sowie 1936 und 1940 wurden die Überarbeitungen aus dem 19. Jahrhundert weitgehend rückgängig gemacht und das bereits 1507 begonnene Querhaus fertiggestellt. Der Vierungsturm wurde jedoch nicht ausgeführt.
Mit der Nähe zu Stirling Castle besaß die Church of the Holy Rude stets eine gewisse Bedeutung für die Stuart-Könige. Diese spiegelt sich in der Krönung Jakob VI. in der Kirche wider. Neben der Westminster Abbey ist die Church of the Holy Rude die einzige bis heute genutzte Kirche in Großbritannien, in der Könige gekrönt wurden.